# معماری ۱+۴
مدل 4+1

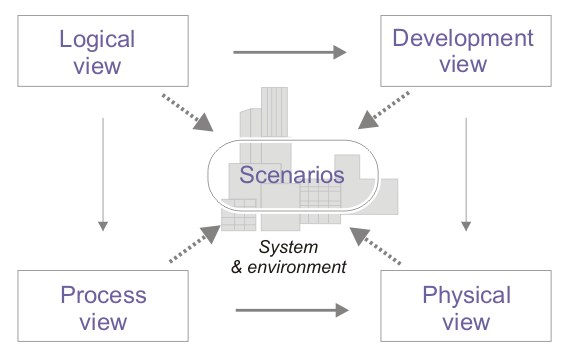
مدل 4+1 مدل 4+1 توسط فیلیپ کروتچن برای "توصیف معماری سیستم‌های نرم‌افزاری" معرفی شد. این مدل مبتنی بر استفاده از چند view است.

مدل 4+1 توسط فیلیپ کروتچن برای "توصیف معماری سیستم‌های نرم‌افزاری" معرفی شد. این مدل مبتنی بر استفاده از چند view است. view‌ها برای توصیف سیستم از دید مصرف کنندگان مختلف و سرمایه‌گذاران نرم‌افزار است مانند کاربران نهایی، برنامه نویسان نرم‌افزار و مدیران پروژه. 4 view در این مدل شامل مدل منطقی، توسعه، فرایند و فیزیکی می‌شود.هر یک از دیدگاه های این معماری با یکی یا چند نمودار uml در ارتباط است
- Logical view:این دیدگاه نشان میدهد که عملکرد سیستم چگونه توسط طراحی داخلی فراهم میشود   این دیدگاه ساختار ایستا و بویای داخل سیستم را مشخص میکند از جمله نمودار هایی با این دیدگاه در ارتباط اند می توان به class diagram & object diagram اشاره کرد.
- Development(implemention ) View: دید توسعه برای تشریح سیستم از دید یک برنامه‌نویس است و درگیر مدیریت نرم‌افزار است. به این View همچنین Implementation View هم می گویند. در UML از نمودار Component برای توصیف کمپوننت‌های سیستم استفاده می‌کند.
- Process View: دید فرایند، ، درگیر وجهه پویای سیستم است. این دیدگاه المان های سیستم و ارتباط آن ها با هم و ترتیب انجام کار ها بر اساس زمان را بررسی میکند ارز حمله نمودار های با این بخش در گیرند  میتوان بهsequence diagram /activity   / state machine diagramاشاره کرد.
- Physical(deployment) View: دید فیزیکی سیستم را از دید یک مهندس سیستم نمایش می‌دهد. این دید درگیر توپولوژی کمپوننت‌های نرم‌افزاری در لایه فیزیکی است، به‌علاوه ارتباطات فیزیکی بین این کمپوننت ها. در UML از نمودارهای Deployment برای نمایش لایه فیزیکی استفاده می‌شود.
- Use Case:این دیدگاه دید کابران خارجی نسبت به نرم افازر را مورد بررسی قرار میدهد نمودار که در uml این دیگاه را بوشش میدهد usecase diagram  است.